# Schmalflügeliger Wanzensame

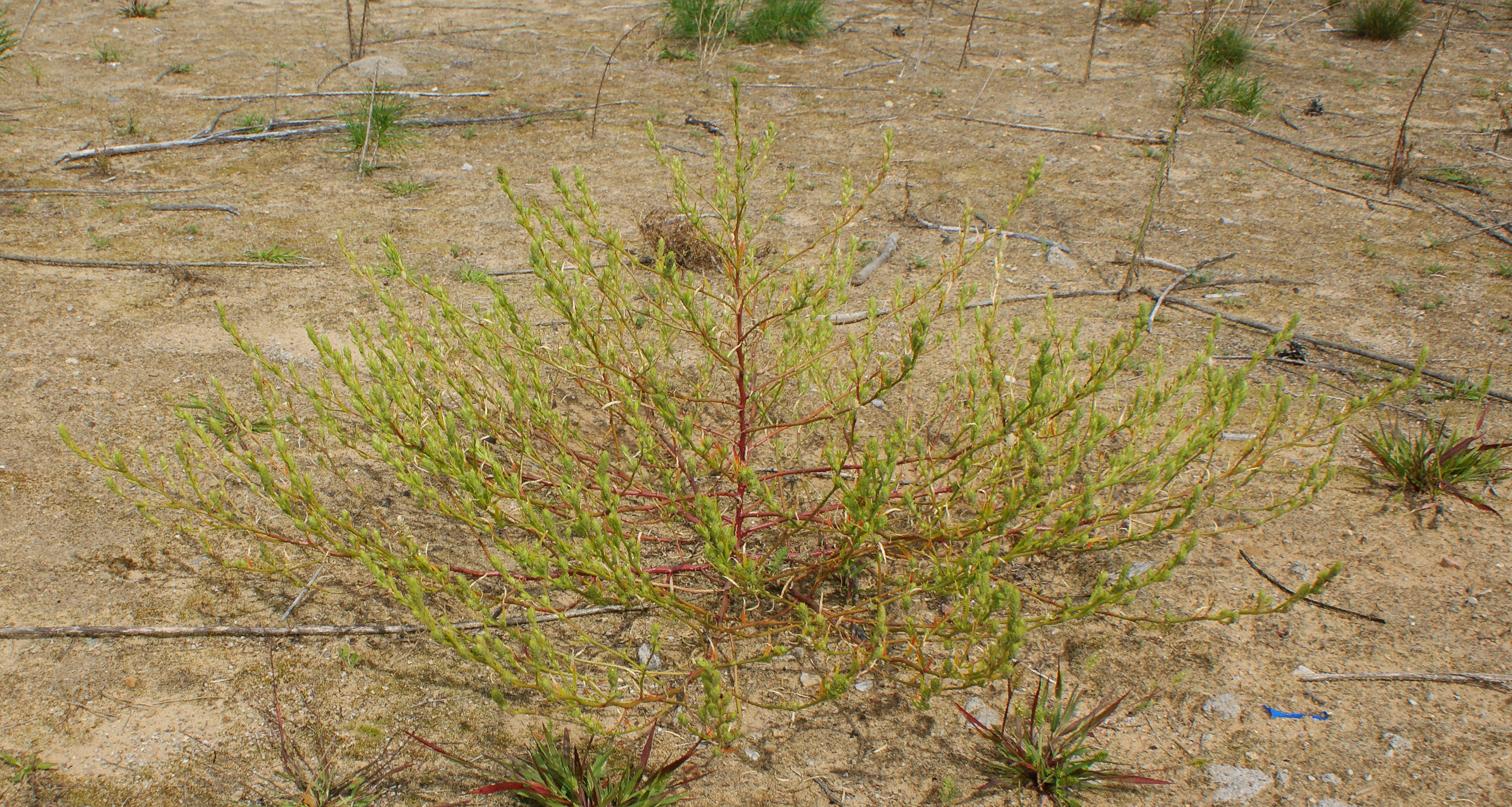
Habitus

Die Pflanzenart Schmalflügeliger Wanzensame (Corispermum intermedium) gehört zur Unterfamilie Corispermoideae innerhalb der Familie der Fuchsschwanzgewächse (Amaranthaceae).

## Beschreibung

### Vegetative Merkmale
Der Schmalflügelige Wanzensame wächst als einjährige krautige Pflanze, die Wuchshöhen von etwa 10 bis 60 Zentimeter erreicht. Sie ist am Grunde verzweigt. Junge Äste sind meist kahl, selten auch behaart mit verzweigten Trichomen. Die wechselständig angeordneten Laubblätter sind sitzend. Die wenig oder kaum fleischige Blattspreite ist flächig, lanzettlich bis linealisch, ganzrandig und bespitzt.

### Blütenstand und Blüte

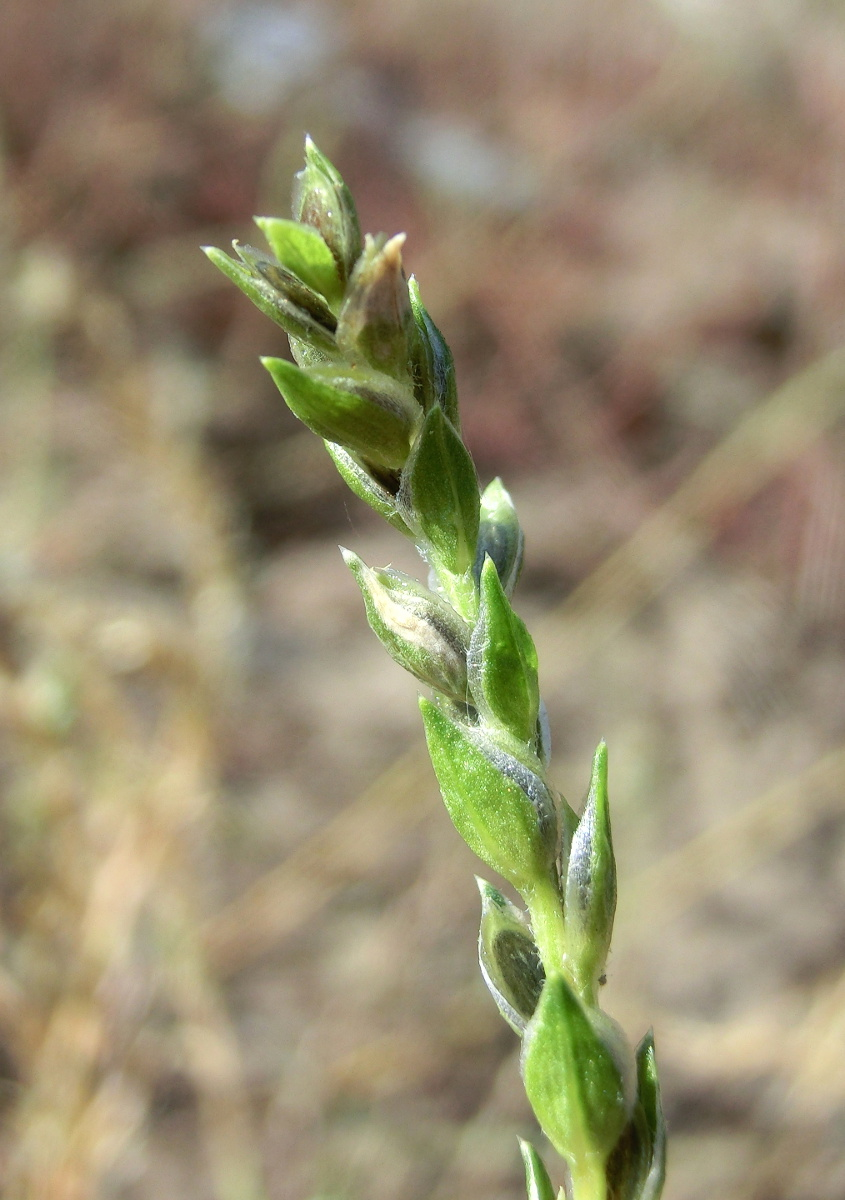
Tragblätter mit Früchten

In dichten bis stark verlängerten ährigen Blütenständen sitzen die Blüten einzeln in der Achsel eines blattartigen, breit eiförmigen Tragblattes, welches mindestens so breit wie die Frucht ist. Vorblätter (Brakteolen) fehlen. Die Blüten sind zwittrig. Die Blütenhülle besteht aus einem trockenhäutigen Schüppchen, welches die Blütezeit (Anthese) nicht überdauert. Es sind meist drei Staubblätter vorhanden. Die Pollenkörner sind vom „Chenopodium-Typ“. Der kugelförmige Fruchtknoten trägt zwei freie Narbenäste. Die Blütezeit reicht von Juli bis September.

### Früchte
Die Frucht ist deutlich zusammengedrückt, breit eiförmig, mit Stützgewebe aus Makrosklereiden. Am Rand ist die Frucht schmal geflügelt, die häutigen Flügel sind höchstens ein Viertel so breit wie der Same und ganzrandig. Die vertikalen Samen enthalten einen hufeisenförmigen Embryo, der das reichlich vorhandene Nährgewebe (Perisperm) umgibt.

### Chromosomenzahl
Die Chromosomenzahl beträgt 2n = 18.

## Verbreitung und Habitat
Der Schmalflügelige Wanzensame ist in Europa in der submeridionalen Florenzone und in der gemäßigten Zone verbreitet. In Deutschland kommt er seit etwa 1849 vor und gilt als eingebürgerter Neophyt. Er wächst an trockenen, sandigen Ruderalstellen, beispielsweise an Flussufern, an Bahnanlagen sowie auf Binnendünen. Er ist in Mitteleuropa eine Charakterart des Bromo-Corispermetum aus dem Verband Salsolion, kommt aber auch in anderen Gesellschaften der Ordnung Sisymbrietalia vor.

## Systematik
Die Erstbeschreibung von Corispermum intermedium erfolgte 1812 durch August Friedrich Schweigger in Königsberger Arch. Naturwiss. Math. 1, S. 211. Synonyme von Corispermum intermedium Schweigg. sind Corispermum gallicum Iljin, Corispermum leptopterum (Asch.) Iljin, Corispermum pallasii Steven und Corispermum hyssopifolium var. leptopterum Asch. Nach G. Parolly unterscheidet man aber eine Art Corispermum intermedium Schweigg. mit meist fehlenden Perigon von einer Art Corispermum pallasii Steven (Syn.: Corispermum leptopterum (Asch.) Iljin) mit meist einblättrigem Perigon. Die erstgenannte Art kommt an der Ostseeküste Polens vor und hat in Deutschland keine etablierten Vorkommen.
Corispermum intermedium gehört zur Gattung Corispermum in der Tribus Corispermeae, der einzigen Tribus der Unterfamilie Corispermoideae innerhalb der Familie der Fuchsschwanzgewächse (Amaranthaceae). Früher wurde sie zur Familie der Gänsefußgewächse (Chenopodiaceae) gestellt.